# Nesterovsky (huyện)
Huyện Nesterovsky (tiếng Nga: ? райо́н) là một huyện hành chính tự quản (raion), của Tỉnh Kaliningrad, Nga. Huyện có diện tích 1052 kilômét vuông, dân số thời điểm ngày 1 tháng 1 năm 2000 là 13000 người. Trung tâm của huyện đóng ở Nesterov.
Tại Nesterov, có một nhà ga biên giới Litva trên tuyến từ Kaliningrad đến Moskva. Tại Chernyshevskoye, một điểm qua biên giới quan trọng trên con đường chính kết nối Kaliningrad tới Moskva.